# Paropsisterna morio
Paropsisterna morio es una especie de escarabajo del género Paropsisterna, familia Chrysomelidae. Fue descrita científicamente por Fabricius en 1787.
Habita en Australia.